# Porsche 936
Porsche 936 — гоночный автомобиль, построенный компанией Porsche, по правилами Международной автомобильной федерации для участия в гоночных состязаниях группы 6 на Чемпионате мира по спортивным автомобилям и гонке 24 часа Ле-Мана. Автомобиль использовался заводской командой в 1976—1979 годах, а а также в 1981 году.
В дополнение к заводской команде, частные гоночные команды Joest Racing и Kremer Racing также использовали Porsche 936 в гоночных состязаниях.

## История создания
В 1976 году, в дополнение к существующему чемпионату мира среди спорткаров, на котором стартовали автомобили группы 5, Международная автомобильная федерация также объявила о проведении чемпионата для автомобилей группы 6. Изначально компания Porsche планировала участвовать в чемпионате только на Porsche 935. Однако неуверенность относительно будущего слияния двух гоночных серий побудили компанию Porsche разработать автомобиль специально для группы 6. Данное решение было достаточно рискованным для компании, поэтому разработчики при создании автомобиля использовали только проверенный детали других автомобилей (например Porsche 908, Porsche 917 и Porsche 911 Carrera RSR Turbo 2.1).

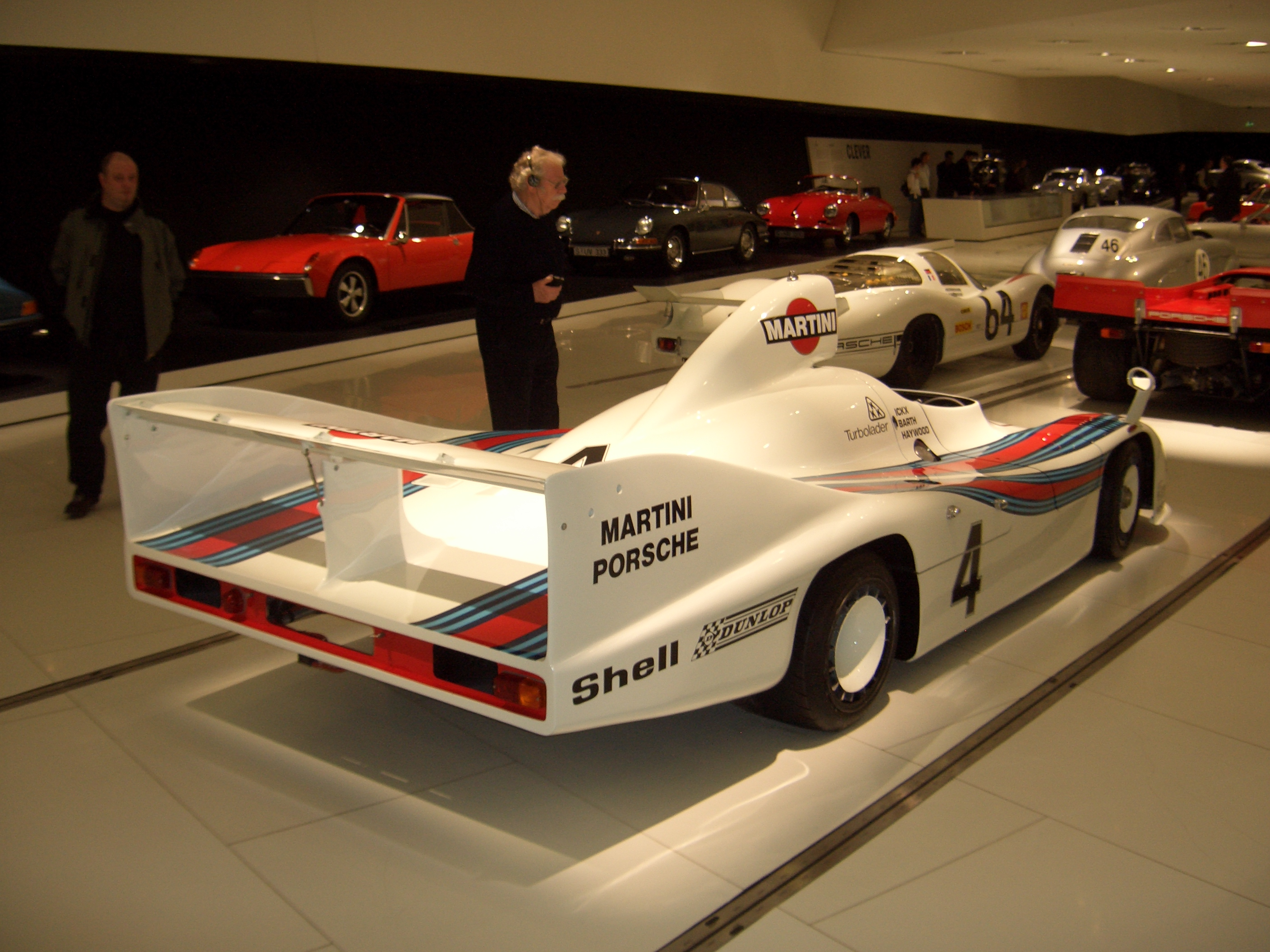
Porsche 936 (вид сзади)

## Разработка модели

### Porsche 936 Spyder (1976—1981)

#### Кузов автомобиля
Как уже было отмечено, основой для строительства послужили предыдущие модели Porsche 908, Porsche 917. Так поверх алюминиевой рамки был прикреплен скользкий пластиковый корпус из полиэстера, который состоял из передней части, взятой с Porsche 908, средней части с распашными дверцами и задней части, взятой из Porsche 917.
Чтобы добиться хорошей подачи воздуха для двигателя, Porsche проверил различные задние формы, которые в основном отличались крышкой двигателя за кабиной. Первоначально разработчики выбрали плоскую форму, в которой корпус направлялся непосредственно над двигателем, а за кабиной была установлена поперечная балка для защиты водителя. Для обеспечения нейтрального вождения автомобиля на левой, правой и задней кабинах были установлены бензобаки максимальной вместимостью 160 литров. Масляный бак находился позади водителя в моторном отсеке.
В дополнение к технологии двигателя, кузов Porsche 936/77 был также пересмотрен в 1977 году. Разработчики удалось улучшить аэродинамические свойства после проведения соответствующих тестов в аэродинамической трубе. Наружные зеркала были установлены на транспортном средстве непосредственно на крыльях.
Кузов Porsche 936/78 был специально изменён разработчиками сзади и по бокам. Так машина стала примерно на 800 мм длиннее двух предшественников. Кроме того с обеих сторон было установлена новое вентиляционное отверстие перед задним колесом для лучшего охлаждения задних тормозов. Ширина колеи на передней и задней осях была снова увеличена и составила 1540 мм спереди и 1515 мм сзади. Впоследствии разработчики приняли эти размеры для всех последующих автомобилей. Вес гоночной машины составлял около 780 кг.
В 1981 году Porsche последний раз использовал Porsche 936 в гонке 24 часа Ле-Мана. Автомобиль Porsche 936/81 ничем не отличался от Porsche 936/78.

#### Подвеска автомобиля
У Porsche 936 была независимая колесная подвеска с поперечными рычагами и продольными распорками натяжения спереди, треугольными звеньями сзади, каждая с продольным упором вверху и внизу, а также с прогрессивными спиральными пружинами и газовыми амортизаторами Bilstein.
Распределение тормозного усилия двухконтурной тормозной системы можно регулировать в зависимости от водителя и маршрута. Вокруг машины были установлены вентилируемые тормозные диски и алюминиевые суппорты.
Все версии автомобиля были оснащены легкосплавными дисками 10,5J × 15 с шинами 265/565 × 15 спереди и легкосплавными дисками 15J × 15 с шинами 340/600 × 15 сзади.

#### Двигатель и трансмиссия автомобиля
В 1976 году Porsche 936 был оснащен 2,1-литровым шестицилиндровым двигателем с воздушным охлаждением, который уже использовался ранее в гоночном прототипе Porsche 911 Carrera RSR Turbo 2.1 в 1974 году. Двигатель имел низкую степень сжатия 6,5:1, турбокомпрессор KKK и мощность 382 кВт (520 л. с.) при 8000 об/мин. Для каждого блока цилиндров также был установлен интеркулер. Оба кулера были расположены вдоль двигателя над горизонтально установленным колесом вентилятора. Блок двигателя был изготовлен из легкого магния. Как и в двигателях серии Porsche 911, цилиндры имели два клапана — впускной и выпускной, которые контролировались распределительным валом с цепным приводом на каждый блок цилиндров. В отличие от двигателей установленных на Porsche 935 и 934, двигатель Porsche 936 имел двойное зажигание.
Разработчики поменяли турбокомпрессор на автомобиле, в отличие от автомобиля, который использовался в 1977 году. Вместо одного турбонагнетателя для обоих блоков цилиндров использовались два турбонагнетателя (по одному для каждого блока цилиндров). Данное решение позволило улучшить отзывчивость двигателя и увеличило мощность примерно на 14 кВт (20 л. с.) до максимальной 397 кВт (540 л. с.).
В 1978 году Porsche полностью переделал 2,1-литровый шестицилиндровый боксерский двигатель. Чтобы контролировать тепловое напряжение двигателя в случае дальнейшего увеличения производительности, двигатель имел воздушно-водяное охлаждение. Клапаны были заменены с двух до четырёх на цилиндр. Для управления клапанами специалисты использовали два распределительных вала на ряд цилиндров, которые приводились в движение зубчатыми колёсами. В результате воздушного охлаждения больше не было достаточно для головок цилиндров. Porsche разработала новые цилиндры, в которых головки цилиндров были приварены к цилиндру. Головки цилиндров также имели водяное охлаждение, при котором охлаждающая вода направлялась снизу вверх и со стороны выпуска на сторону впуска. Поскольку вентилятор должен был охлаждать только цилиндры, диаметр и скорость воздушного потока можно было уменьшить. Изменяя охлаждение двигателя, температура алюминиевых цилиндров с покрытием Nikasil снизилась с 280 для двигателя с воздушным охлаждением до 200 градусов по Цельсию для двигателя с водяным/воздушным охлаждением.
Турбонаддув с двумя турбонагнетателями и промежуточными охладителями на ряд цилиндров не изменился по сравнению с предыдущим годом. Однако разработчики изменили систему зажигания. Вместо распределителя зажигания, приводимого в движение коленчатым валом, система зажигания была разделена на индуктивный передатчик и распределитель высокого напряжения. Таким образом преобразованный двигатель выдавал 8500 об/мин максимум 426 кВт (580 л. с.).
В 1979 году Porsche использовал Porsche 936 практически без изменений в конструкции. Двигатель имел ту же мощность, что и Porsche 936/78. Только бензиновый впрыск был пересмотрен и в результате обеспечил лучшее тяговое усилие двигателя на низких оборотах.
Последний Porsche 936, разработанный Porsche в 1981 году, также имел двигатель, разработанный в 1978 году с технологией четырёх клапанов и водяным/воздушным охлаждением. Тем не менее, этот двигатель был доработан для использования в так называемом Indy-Porsche, который должен был стартовать на дистанции 500 миль в Индианаполисе. Увеличив объём двигателя с 2,1 до 2,6 л, шестицилиндровый двигатель с двигателем-боксером развил максимальную мощность 455 кВт (620 л. с.) при 8000 об/мин.
Пятиступенчатая механическая коробка передач типа 517, установленная за двигателем, была соединена с двигателем через короткий вал. Для охлаждения коробки передач был установлен отдельный масляный радиатор. Все Porsche 936 имели дифференциал повышенного трения, чтобы колеса не вращались на поворотах.
Вместо пятиступенчатой коробки передач в Porsche 936/81 была установлена четырехступенчатая механическая коробка передач с дифференциалом повышенного трения. С этой коробкой передач гоночный автомобиль развил скорость до 360 км/ч.

## Joest Racing. Porsche 936 Spyder (тип 936/80) (1980)

### Кузов автомобиля
В 1980 году Райнхольд Йост, который возглавлял гоночную команду Joest Racing, построил четвёртый Porsche 936 в дополнение к трем автомобилям компании Porsche, которому был присвоен номер 004. Кузов нового автомобиля во многом соответствовал кузову 936/77. Самым поразительным отличием была длина автомобиля, которая была примерно на 810 мм длиннее, чем у автомобиля 1977 года.

### Подвеска автомобиля
На данной модификации использовалась двухконтурная тормозная система с вентилируемыми тормозными дисками и алюминиевыми тормозными суппортами.

### Двигатель и трансмиссия автомобиля
В то время как Porsche уже предоставил новый 2,6-литровый шестицилиндровый двигатель с воздушным/водяным охлаждением для 936/81, команда Joest Racing создала и испытала 2,1-литровый шестицилиндровый двигатель с воздушным охлаждением, созданный на базе 936/77.Данный двигатель с двумя турбокомпрессорами и воздухоохладителями выдавал 8500 об/мин, 426 кВт (580 л. с.). С механической пятиступенчатой коробкой передач автомобиль развил максимальную скорость 350 км/ч.

## Kremer Racing. Porsche 936 Spyder (тип 936/82) (1982)

### Кузов автомобиля
После завершения строительства гоночной командой Joest Racing своего автомобиля, другая гоночная команда — Kremer Racing приняла аналогичное решение. Так появился Porsche 936/82, которому был присвоен номер шасси 005. Кроме того в 1982 году компания Porsche перестала использовать на гоночных состязаниях, что позволило гоночной команде Kremer Racing использовать в полном объёме. Команде удалось восстановить большинство деталей, таких как алюминиевая рама, детали шасси и баки.

### Подвеска автомобиля
Гоночной командой Joest Racing были полностью переработаны ступицы колес и шасси. Тормоза и рулевое управление были установлены от предыдущих модификаций.

### Двигатель и трансмиссия автомобиля
Самая большая разница между автомобилями гоночная команда Kremer Racing и Porsche была в технических характеристиках двигателя. В то время как Porsche использовал шестицилиндровый двигатель с турбонаддувом с четырёхклапанной технологией и воздушно-водяным охлаждением с 1978 года, гоночная команда Kremer Racing создала собственный двигатель, который впоследствии использовался в Porsche 935. 2,8 шестицилиндровый оппозитный двигатель с воздушным охлаждением имел два клапана. Из-за менее сложной конструкции и технологии охлаждения автомобиль вес автомобиля примерно составлял на 40 кг меньше, чем у заводской машины. Таким образом вес автомобиля составлял около 800 кг. Механическая коробка передач с пятью скоростями типа 917 с дифференциалом повышенного трения была предоставлена компанией Porsche.

## Joest Racing. Porsche 936 (тип 936 °C) (1982)

#### Кузов автомобиля
В 1982 году гоночная команда Joest Racing превратила Porsche 936, разработанный изначально в соответствии с правилами Группы 6, в гоночный автомобиль Группы C с номером шасси 936 RJ 005. Чтобы получить одобрение Группы C, потребовались обширные изменения в оригинальной конструкции Spyder.
Так пространственная рама была отрегулирована в соответствии с требованиями Международной автомобильной федерации. Ширина транспортного средства увеличилась с 1920 мм до 1990 мм, а длина уменьшилась с 4960 мм до 4800 мм. Высота автомобиля под названием Porsche 936 C была 1000 мм и была уменьшена на 170 мм по сравнению с Porsche 936/80. Наиболее очевидным на взгляд изменением было преобразование кузова из открытого Spyder в закрытое купе. Таким образом, масса транспортного средства была увеличена с 780 кг до 870 кг.

#### Подвеска автомобиля
Шасси не было изменено во время преобразования и перенесено с Porsche 936/80 в полном объёме.

#### Двигатель и трансмиссия автомобиля
Гоночная команда Joest Racing использовала 2,5-литровый шестицилиндровый двигатель с воздушным охлаждением в качестве двигателя с двумя турбонагнетателями. Цилиндр имел отверстие и выходное отверстие, которые были под контролем распредвала на каждый ряд цилиндров. Двигатель вырабатывал примерно 411 кВт (560 л. с.) при 8000 об/мин. Вместе с пятиступенчатой механической коробкой передач гоночный автомобиль развил максимальную скорость 360 км/ ч, что на 10 км/ч выше, чем у Porsche 936/80 Spyder из-за более низкого сопротивления воздуха.